# Hoplosauris limnetes
Hoplosauris limnetes là một loài bướm đêm trong họ Geometridae.